# Sphecozone rubescens
Sphecozone rubescens is een spinnensoort in de taxonomische indeling van de hangmatspinnen (Linyphiidae).
Het dier behoort tot het geslacht Sphecozone. De wetenschappelijke naam van de soort werd voor het eerst geldig gepubliceerd in 1870 door Octavius Pickard-Cambridge.